# 哈文山
82°53′S 162°36′E / 82.883°S 162.600°E
哈文山是南極洲的山峰，位於沙克爾頓海岸的肯特冰川南岸，屬於伊麗莎白女王嶺的一部分，處於特德羅山以西，美國地質調查局根據測量和海軍空中照片繪入地圖。